# Диаграмма Далитца
Диаграмма Далитца (англ. Dalitz plot) — это графическое представление результатов, используемое в физике элементарных частиц для анализа распадов частиц на три другие частицы.
В обиход эту диаграмму ввёл Ричард Далитц в 1953 году при рассмотрении распадов K-мезонов.
Кинематика трёхчастичных распадов может быть полностью описана с использованием всего двух переменных. Традиционно диаграмма Далитца представляет собой двумерную диаграмму, по осям которой откладывается масса двух разных пар частиц из распада. Например, если некая частица A распадается на три частицы 1, 2 и 3, то диаграмма Далитца для этого распада представляет собой двумерную гистограмму, где вдоль оси X отложена m²12, а вдоль оси Y — m²23. Если распад действительно является истинным трёхчастичным распадом, то распределение событий на диаграмме Далитца должно быть однородным. Однако, обычно трёхчастичные распады происходят с участием резонансов, то есть частица распадается на резонанс и регистрируемую частицу, а резонанс в свою очередь распадается на две другие частицы. В этом случае распределение событий на диаграмме Далитца принимает существенно неоднородную структуру с повышенной концентрацией событий в области инвариантных масс совпадающих с массой резонансов. Диаграмма Далитца является удобным инструментом изучения динамики трёхчастичных распадов. Эта техника может быть адаптирована и для исследования четырёхчастичных распадов.